# Scaptodrosophila lebanonensis
Scaptodrosophila lebanonensis är en tvåvingeart som först beskrevs av Wheeler 1949.  Scaptodrosophila lebanonensis ingår i släktet Scaptodrosophila och familjen daggflugor.
Artens utbredningsområde är Libanon. Inga underarter finns listade i Catalogue of Life.